# Fehérfoltú szirticápa
A fehérfoltú szirticápa (Carcharhinus albimarginatus) a porcos halak (Chondrichthyes) osztályának kékcápaalakúak (Carcharhiniformes) rendjébe, ezen belül a kékcápafélék (Carcharhinidae) családjába tartozó, akár 3 méteres hosszt is elérő halfaj. Az Indiai- és a Csendes-óceán trópusi vizeiben él, korallzátonyokhoz, szigetekhez közel. Potenciálisan az emberre is veszélyes lehet.

## Előfordulása
Az óceánok trópusi, partközeli vizeiben fordulnak elő. Az Indiai-óceánon a Vörös-tengertől Dél-Afrikáig él, beleértve Madagaszkár, Seychelles, Aldabra, Mauritius és Chagos szigeteit. A Csendes-óceán nyugati felén Japántól Észak-Ausztráliáig megtalálható (közte Tajvan, a Fülöp-szigetek, Indonézia, Pápua Új-Guinea, Új-Kaledónia, Guam, Palau, a Salamon-szigetek, a Marshall-szigetek, a Főnix-szigetek és Tahiti vizein. Az óceán keleti oldalán a Kaliforniai-félsziget déli részénél és a Cocos, Galápagos és Revillagigedo-szigeteknél vannak populációi. A Mexikói-öbölben és a Karib-tengeren jelenléte nincs megerősítve.
A fehérfoltú szirticápák a szigetek környékén és a kontinentális self fölött élnek, jellemzően 30–800 méteres mélységben. Leggyakrabban szigetek mentén, korallzátonyoknál és a zátonyok szélénél találhatóak meg. A fiatal példányok a partmenti sekély vizet és a lagúnákat, a felnőttek a mély vizet preferálják.

## Megjelenése

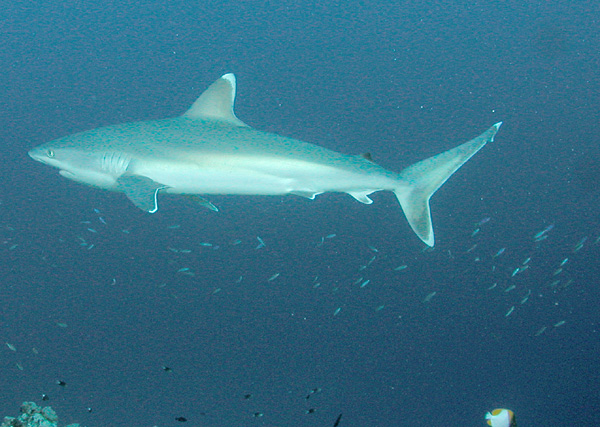
A faj az uszonyai fehér szegélyéről ismerhető fel

A fehérfoltú szirticápák átlagosan 2-2,5 méter hosszúak, de elérhetik a 3 méteres hosszt is. Az eddig kifogott legnagyobb példány 162,2 kg volt; a nőstények nagyobbak a hímeknél. Testalkata robusztus és áramvonalas, orra széles, közepesen hosszú; szeme nagy. Feje két oldalán öt pár rövid kopoltyúnyílás található. Alsó és felső állkapcsa mindkét felében 12–14 sor fog ül, középen a porcos összekapcsolódásnál (symphysisnél) egy vagy két kisebb fog látható. A széles felső fogak a száj sarkai felé ferdülnek, tövüknél durván fűrészes élűek; az alsó fogak keskenyebbek, egyenesen állnak és élük finoman fogazott. Elülső hátúszója nagy és háromszögletű, a mellúszó hátsó részének vonalában ered. Az első és hátsó hátúszó között kiemelkedés fut végig. Mellúszói arányaiban nagyobbak mint a többi kékcápafélénél, kissé félhold alakúak, hegyes végűek.
Színezete a test felső részén bronzos árnyalatú kékesszürke, alul fehér. A faj jellegzetessége a valamennyi úszó végén látható fehér folt és a hátsó peremükön végigfutó keskeny fehér sáv.

## Életmódja

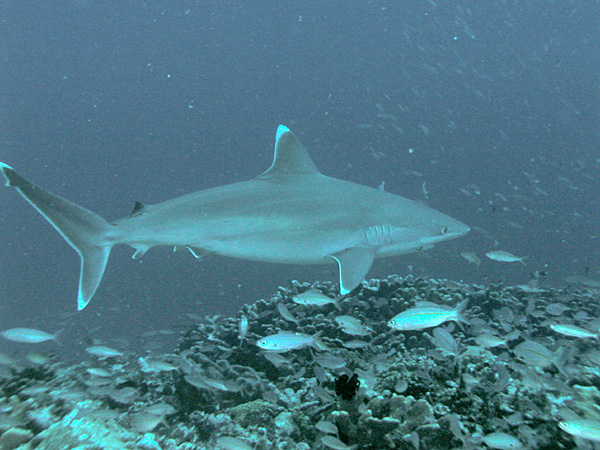
Korallzátony fölött Pápua Új-Guinea partjainál

A fehérfoltú szirticápák meglehetősen mobilisak, ennek ellenére ragaszkodnak egyes területekhez és territoriális magatartást is megfigyeltek. Többnyire egyedül vagy párosával mozognak, de mély vízben találkoztak már felnőtt nőstények kisebb csoportjaival. A cápák agresszívan viselkedhetnek fajtársaikkal szemben és sok példányon megfigyelhetőek az összecsapások sebhelyei. Egyes esetekben a zsákmányért való versengés közben a hasonló méretű galápagosi cápákkal és feketevégű cápákkal is agresszívak. Időnként közös csapatba verődik a szürke szirticápákkal. A nyílt tengeren néha követik a delfinek, például a palackorrú delfinek csoportjait, őket pedig kalauzhalak kísérhetik.
A szürke szirticápákhoz hasonlóan a fehérfoltúak is fenyegető viselkedést mutatnak, ha a búvárok túlságosan megközelítik őket. Ilyenkor mintegy 15 méterre elúsznak, majd megfordulnak és nagy sebességgel az általuk veszélyforrásnak ítélt ember vagy hal felé rohannak. Két testhossznyi távolságnál a cápa megáll, oldalt fordul, mellúszóit lenyomja, száját kitátja, testének hátsó kétharmadát leereszti és testét remegteti. Az utóbbi két mozdulat a fajra jellemző, a reszketés feltehetően úszói fehér szegélyét hivatott hangsúlyozni. Ha a búvár nem távozik, a cápa rátámad és felső fogaival megsebzi. 

### Táplálkozása
A fehérfoltú cápa elsősorban nála kisebb csontos halakat eszik: makrélákat, tonhalakat, gyöngyöshalakat, repülőhalakat, ajakoshalakat, nyelvhalakat, stb. Alkalomadtán rátámad a sasrájákra, kisebb cápákra, polipokra is. Az idősebb cápák inkább a lassú mozgású, mélytengeri fajokra vadásznak. Felső és alsó fogainak különbsége lehetővé teszi, hogy nagyobb testű zsákmányába beleharapva, alsó fogaival beleakaszkodjon és teste vad csavarásai és rángatásai révén felső fogaival nagyobb darabokat tépjen ki belőle. Megfigyelték hogy más fajtájú cápák táplálkozó csoportjának szélén úszkálva néha besprintel és eloroz néhány falatot. A faj gyakran szegődik hajók nyomába és bizonyos alacsony frekvenciájú hangokkal közel lehet csalogatni.

## Szaporodása
A többi kékcápaféléhez hasonlóan elevenszülő. Miután az embriók elhasználják a pete szikanyagát, a szikzacskó méhlepényszerűen a nőstény szöveteihez kapcsolódik és így biztosítja az ivadék tápanyagellátását. A déli féltekén a párzás és a szülés is nyáron zajlik. Udvarlás közben a hím beleharap a nősténybe, hogy egy helyben tartsa a kopulációhoz; megfigyelték hogy egy nőstény hátúszójának végét ekkor harapták le. A nőstények egy évig hordozzák 1-11 (többnyire 5-6) utódukat és minden második évben párzanak. Az újszülött cápák 65–80 cm hosszúak és életüket a sekély vizekben kezdik. Növekedési rátájuk igen különböző lehet, évi 4 cm-től 21 cm-ig. A hímek 1,6-1,8 méteresen lesznek ivarérettek, a nőstények pedig 1,6-2 méteres korukban.

## Környezetvédelmi helyzete

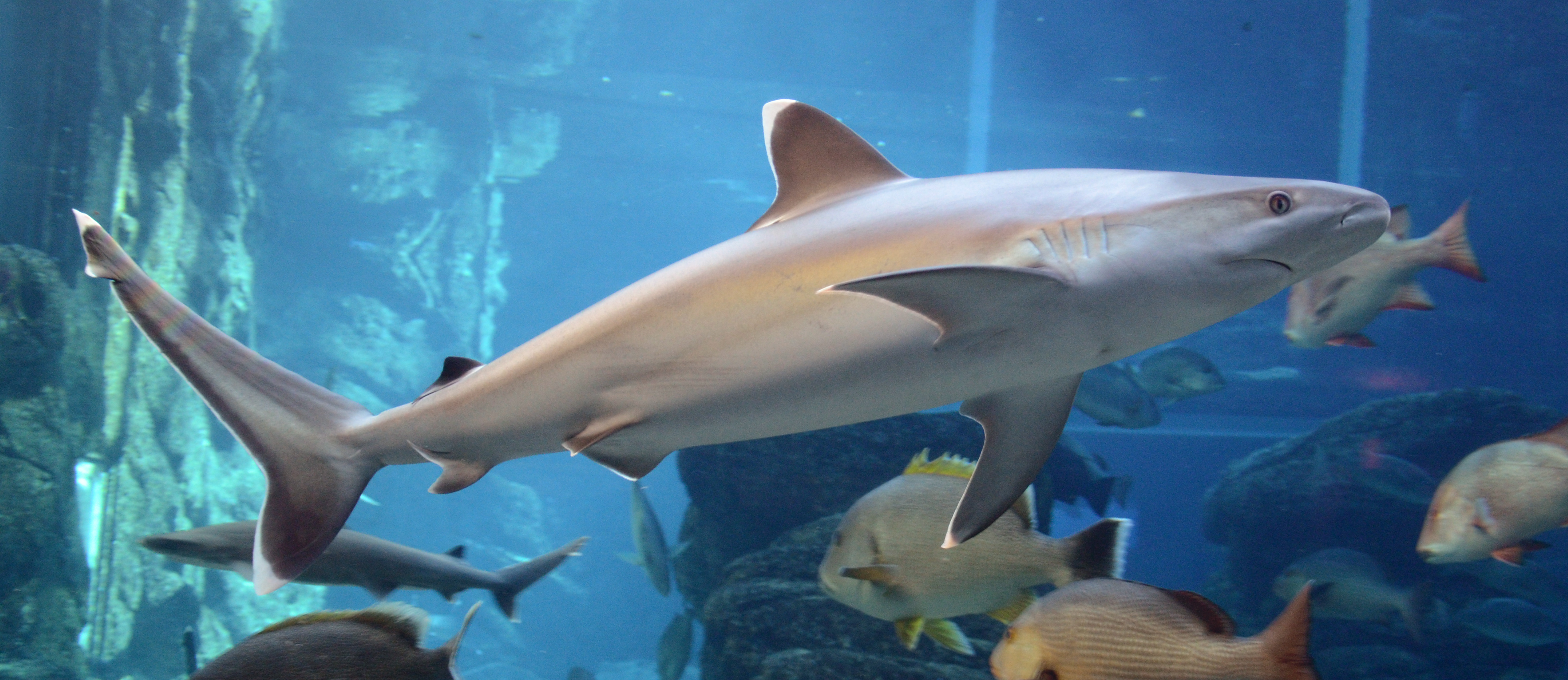
Akváriumi példány

Viszonylag nagy mérete, kíváncsi és provokálható természete miatt a fehérfoltú szirticápa potenciálisan veszélyes az emberre, különösen élelem közelében. Gyakran előfordul, hogy amikor egy búvár vízbe merül, a mélyből több fehérfoltú cápa is odasiet és meglehetősen közelről szemügyre veszik a betolakodót. Időnként követi a búvárokat vagy köröz körülöttük. Egy ételcsalis kísérletben egy nagy fehérfoltú szirticápa letépte a könnyűbúvárnak öltöztetett bábu lábát, bizonyítva azt, hogy képes halálos sérülést okozni. 2008-ban négy támadást írtak ennek a fajnak a számlájára, de egyikük sem végződött halállal.
A fehérfoltú szirticápát kereskedelmi halászok és sporthorgászok is fogják, szándékosan vagy melléktermékként. Uszonyai a távol-keleti piacon a cápauszonyleves alapanyagaként igen értékesek. Felhasználják bőrét és porcát is, húsát pedig frissen, szárítva vagy sózva árulják a helyi piacokon Állkapcsát és fogait a kézműiparban hasznosítják vagy turistáknak adják el. Rendszeresen halásszák Indonézia, Mianmar és a Fülöp-szigetek vizein. A nyílt-tengeri halászhajók gyakran csak az uszonyait vágják le és visszadobják a tengerbe. Lassú szaporodási rátája és territoriális viselkedése miatt helyenként túlhalászták. Indonéz halászok már feltehetően kiirtották a fajt az észak-ausztrál Scott Reef-ről. A Természetvédelmi Világszövetség Vörös listáján mérsékelten fenyegetett státusszal szerepel, de mivel becslések szerint populációi 30%-os csökkenést szenvedtek el, lehetséges hogy ez a közeljövőben sebezhetőre romlik. 

### Fordítás
Ez a szócikk részben vagy egészben  a   Silvertip shark című angol Wikipédia-szócikk ezen változatának fordításán alapul.  Az eredeti cikk szerkesztőit annak laptörténete sorolja fel. Ez a jelzés csupán a megfogalmazás eredetét és a szerzői jogokat jelzi, nem szolgál a cikkben szereplő információk forrásmegjelöléseként.